# 長崎市立新興善小学校
長崎市立新興善小学校（ながさきしりつ しんこうぜんしょうがっこう, Nagasaki City Shinkozen Elementary School）は、かつて長崎県長崎市興善町にあった公立小学校。1997年（平成9年）に統廃合で閉校した。

## 概要

### 歴史

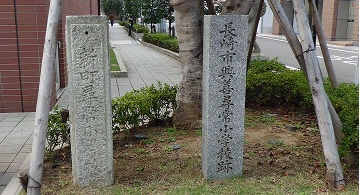
新町尋常小学校と興善尋常小学校の碑

1874年（明治7年）に開校した「興善小学校」を前身とする。1934年（昭和9年）に「新町尋常小学校」を統合。その際に両校の校名を組み合わせ、「新興善」という校名になった。
1997年（平成9年）に長崎市立勝山小学校・長崎市立磨屋小学校との統合で閉校した。現在校舎跡地には長崎市立図書館がある。

### 校歌
作詞は八波則吉、作曲は原格太郎によるもの。歌詞は3番まであり、3番に校名の「新興善」が登場する。

### 校区
中学校区は長崎市立片淵中学校であった。

## 沿革

### 興善小学校
- 1874年（明治7年）12月20日 - 勝山小学校から生徒79名を移し、「興善小学校」が設置される。
- 1876年（明治9年）3月 - 本紺小学校[1]を統合。
- 1880年（明治13年）12月 - 長崎区（現：長崎市）学部[2]が指定され、「興善学部興善小学校」となる。
  - 当時の校区

下筑後町、西上町、西中町、大黒町、恵美須町、浦五島町、本五島町、船津町、金屋町、堀町、今町、本博多町、興善町、本興善町、新町、豊後町、引地町、酒屋町、袋町、本紺屋町、今下町、本下町、材木町、築町、江戸町、外浦町、万才町、大村町、平戸町、樺島町。
- 1882年（明治15年）12月11日 - 新教育令の実施により、「中等興善小学校」と改称。小学校の修学年限を初等科3年・中学科3年・高等科2年の8年とした。
- 1886年（明治19年）6月15日 - 小学校令に基づき、校名を「尋常興善小学校」と改称。小学校を尋常科4年・高等科4年に分け、興善小学校は修業年限4年の尋常小学校となった。
- 1893年（明治26年）4月1日 - 小学校令改正により、長崎市は小学校の統廃合を行い、興善小学校を「長崎高等女児小学校」と改称し、全市の高等科女児を収容した[3]。
- 1901年（明治34年）3月 - 「興善女児高等小学校」に改称。
- 1902年（明治35年）10月 - 興善女児高等小学校が西山に移る[4]。
- 1908年（明治41年）4月8日 - 「興善尋常小学校」と改称。

### 新町小学校
- 1901年（明治34年）4月1日 - 「新町尋常小学校」が開校。
- 1919年（大正8年）4月 - 新町女子実業補習学校を併設。

### 新興善小学校
- 1934年（昭和9年）3月31日 - 興善尋常小学校と新町尋常小学校を統合し、「新興善尋常小学校」とする。
- 1941年（昭和16年）4月1日 - 国民学校令により、「新興善国民学校」と改称。尋常科を初等科に改称。
- 1945年（昭和20年）
  - 8月9日 - 長崎市へ原爆が投下される。被爆直後、原爆による大きな被害により、長崎医科大学本部と附属病院が新興善国民学校を仮収容所として患者診療を開始。
  - 9月 - 長崎経済専門学校（現：長崎大学経済学部）校舎内に大学本部と附属医院事務部が移転。
  - 10月6日 - 新興善救護病院が長崎医科大学附属病院となり、調来助教授が院長に就任。
  - 11月上旬 - 長崎医科大学本部が長崎経済専門学校から新興善国民学校に移転。
- 1946年（昭和21年）2月9日 - 新興善国民学校（児童数495名）が校舎を長崎医科大学附属病院に引き渡し、晧台寺に移転。新興善国民学校を長崎医科大学附属第一医院として診療開始。
- 1947年（昭和22年）4月1日 - 学制改革（六・三制の実施）により、「長崎市立新興善小学校」（最終名）と改称。
- 1949年（昭和24年）1月22日 - 長崎医科大附属病院が使用している校舎の裏手に仮校舎が完成し、晧台寺から移転。
- 1950年（昭和25年）10月2日 - 長崎大学医学部附属病院事務部および臨床各数室（附属病院各科）が10月6日までの4日間に、新興善小学校校舎から6年ぶりに浦上の旧構内（現在地）に復帰。新興善小学校には附属外来診療所を残すこととなった。
  - 10月20日 - 長崎大学本部が諫早から新興善小学校の附属外来診療所の一部に移転。
- 1951年（昭和26年）12月25日 - 新興善小学校（興善町15番地）にあった長崎大学本部と附属外来診療所が興善町35番地へ移転し、新興善小学校が復帰。
- 1968年（昭和43年）2月 - 学校前に横断歩道橋が設置される[5]。
- 1970年（昭和45年）5月7日 - 県内で2番目の言語治療教室を開設[6]。
- 1973年（昭和48年）9月17日 - 県内で2番目の難聴児教室を開設[6]。
- 1974年（昭和49年）
  - 8月12日 - プール落成式を挙行。
  - 12月1日 - 創立100周年記念式典を挙行。
- 1997年（平成9年）
  - 3月31日 - 統廃合により閉校。123年の歴史に幕を下ろす。
  - 4月1日 - 長崎市立諏訪小学校が仮校舎として使用開始。
- 2000年（平成12年）
  - 3月31日 - 長崎市立諏訪小学校の新校舎が旧磨屋小学校跡地に完成し、移転。
  - 4月1日 - 長崎市立桜町小学校が仮校舎として使用開始。
- 2003年（平成15年）3月31日 - 長崎市立桜町小学校の新校舎が旧勝山小学校跡地に完成し、移転。
- 2004年（平成16年）
  - 5月 - 旧新興善小学校校舎が解体[7]。被爆遺構として保存を求める市民の声もあったが、最終的に解体された。その代わり、校舎解体時に保存していた床板、腰壁、窓枠等を用いて被爆直後の救護所を再現し、映像や写真パネル、被爆者の証言などにより原爆被害を伝える空間「新興善メモリアル」が長崎市立図書館内に設けられている。
  - 6月 - 長崎市消防局・中央消防署が、仮設庁舎を建設し、使用。
- 2006年 3月 - 道路向かい側に長崎市消防局・中央消防署の新庁舎が完成し、移転。
- 2008年（平成20年）1月 - 本校跡地に長崎市立図書館が開館。